# ゴムアスファルト
ゴムアスファルトとは、一般的にはストレートアスファルトのエマルジョンと合成ゴムラテックスの混合液を塗布し、乾燥・硬化させる材料のことを示す。アスファルトの性質を改質させた改質アスファルトの一種であり、主に塗膜防水材として使用されている。

## 性質
ゴムアスファルトは、コンクリートやモルタルとの相性が良く、強力な接着力がある。火気や溶剤を使用しない水性タイプのため臭気が少なく、換気のよくない屋内作業空間での施工も可能となる。安全性が高く、簡単に施工ができ、確実な防水性を持つことなどが特徴である。また、硬化が速いため工期の短縮が可能となる。
ゴムアスファルト防水は、地下構造物の外壁などに多く採用されていが、近年はゴムアスファルト防水の安全性や施工性に注目され、屋上やバルコニー、浴室などの防水にも利用されている。耐久性は10年～13年程度とされている。

## 工法
ゴムアスファルト防水層の形成には、塗布工法と吹き付け工法の2種類がある。 塗布工法は、補強布や改質アスファルト系シートを組み合わせて防水層を形成する工法で、より厚みのある強靭で安定した防水層を形成できる。1液性の場合は攪拌する必要もないため、誤配合やミキシング不 良の心配がなく、すぐに刷毛やローラーなどで塗ることができる。吹き付け工法は、合成ゴムラテックスを添加したゴムアスファルトエマルジョンと、硬化剤を吹き付け機で同時に吹き付けることによって、瞬時に硬化・接着させて塗膜を形成させる工法となる。瞬時に硬化するため、工期の大幅な短縮が可能となる。